# Onirion regale
Onirion regale är en tvåvingeart som beskrevs av Ralph E. Harbach och EL Peyton 2000. Onirion regale ingår i släktet Onirion och familjen stickmyggor.
Artens utbredningsområde är Costa Rica. Inga underarter finns listade i Catalogue of Life.